# Jonstorp
Jonstorp is een plaats in de gemeente Höganäs in Skåne, de zuidelijkste provincie van Zweden. De plaats heeft een inwoneraantal van 1771 (2005) en een oppervlakte van 146 hectare. De plaats ligt aan het strand van Skälderviken.

## Verkeer en vervoer
Bij de plaats loopt de Länsväg 112.
Höganäs · Viken · Jonstorp · Mölle · Arild · Mjöhult · Ingelsträde